# Norape dyarensis
Norape dyarensis is een vlinder uit de familie van de Megalopygidae. De wetenschappelijke naam van de soort is voor het eerst geldig gepubliceerd in 1929 door Hopp.